# 长布镇
长布镇，是中华人民共和国广东省梅州市五华县下辖的一个乡镇级行政单位。

## 行政区划
长布镇下辖以下地区：
长布社区、大田社区、红旗村、石础村、粘坑村、蓝塘村、金华村、源潭村、长生村、长安村、琴塘村、北洋村、栋岭村、栋新村、太坪村、横江村、梅塘村、嶂下村、青岗村、大客村、大径村、中心村、大坑村、五彩村、福兴村、高再村和樟村。